# Großsteingräber bei Püttelkow
Die Großsteingräber bei Püttelkow waren zwei megalithische Grabanlagen der jungsteinzeitlichen Trichterbecherkultur bei Püttelkow, einem Ortsteil von Wittendörp im Landkreis Ludwigslust-Parchim (Mecklenburg-Vorpommern). Sie wurden im 19. Jahrhundert zerstört. Johann Ritter untersuchte eines der Gräber 1840. Das zweite Grab wurde um 1844 entdeckt und zerstört.

## Lage
Grab 1 lag etwa 1000 Schritt (ca. 750 m) nördlich von Püttelkow, direkt am Weg nach Düsterbeck in der Niederung eines Torfmoores. Die genaue Lage von Grab 2 ist unbekannt. Südlich von Püttelkow lagen die Großsteingräber bei Wittenburg, westlich die Großsteingräber bei Karft.

## Beschreibung

### Grab 1
Grab 1 war ein südsüdost-nordnordwestlich orientiertes kammerloses Hünenbett mit einer Länge von 110 Fuß (ca. 33 m) und einer Breite von 18 Fuß (ca. 5,4 m). Die steinerne Umfassung war bei Ritters Untersuchung bereits weitgehend entfernt. Nur am südlichen Ende war sie noch auf einer Länge von 20 Fuß (ca. 6 m) erhalten. Die Hügelschüttung war noch 4,5 Fuß (ca. 1,4 m) hoch erhalten. Sie bestand wie der anstehende Boden aus gelbem Sand und war mit Steinplatten durchsetzt, die keine erkennbare Ordnung bildeten. Die einzigen Funde waren einige wenige Keramikscherben.

### Grab 2
Über das Aussehen von Grab 2 liegen keine näheren Informationen vor. Es wurde um 1844 von einem Bauern zerstört. Dabei wurden Keramikscherben sowie eine Axt aus einer Nachbestattung der endneolithischen Einzelgrabkultur gefunden. Letztere befindet sich heute in der Sammlung des Archäologischen Landesmuseums Mecklenburg-Vorpommern in Schwerin.